# Fogão por indução

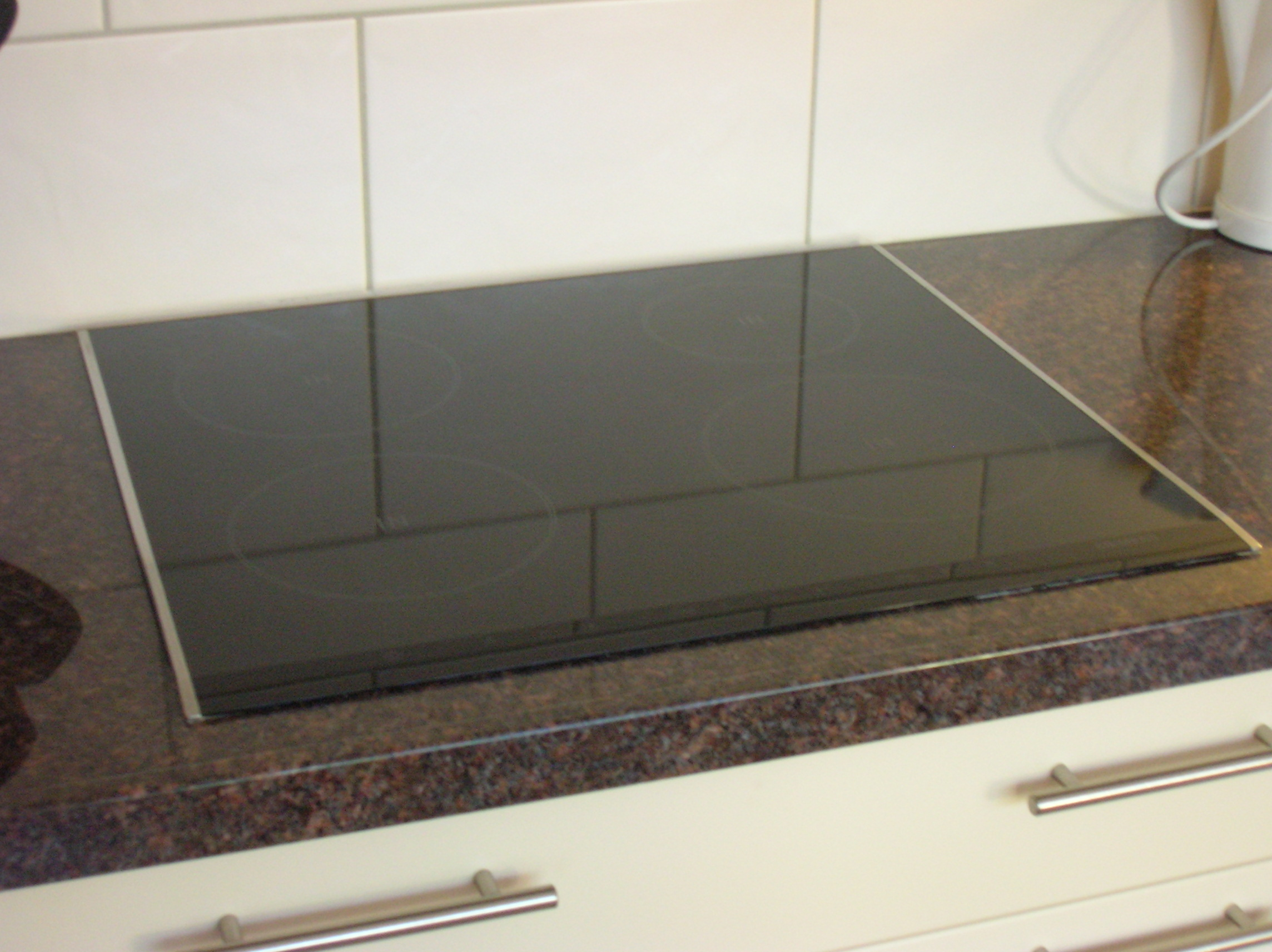
Vista superior de um fogão de indução

O fogão por indução funciona usando aquecimento por indução direto de recipientes de cozimento, em vez de depender de radiação indireta, convecção ou condução térmica. O cozimento por indução permite atingir alta potência e aumentos muito rápidos na temperatura, e as mudanças nas configurações de aquecimento são instantâneas.
Em um fogão de indução, uma bobina de fio de cobre é colocada sob a panela e uma corrente elétrica alternada é passada por ela. O campo magnético oscilante resultante induz sem fio uma corrente elétrica na panela. Esta grande corrente parasita fluindo através da resistência da panela resulta em aquecimento resistivo.
Para quase todos os modelos de fogões de indução, um recipiente de cozimento deve ser feito ou conter um metal ferroso, como ferro fundido ou alguns aços inoxidáveis.
O ferro na panela concentra a corrente para produzir calor no metal. Se o metal for muito fino ou não fornecer resistência suficiente ao fluxo de corrente, o aquecimento não será eficaz. Os fogões de indução normalmente não aquecem recipientes de cobre ou alumínio porque o campo magnético não pode produzir uma corrente concentrada, mas panelas à base de ferro fundido, esmaltado, aço carbono e aço inoxidável geralmente funcionam. Qualquer recipiente pode ser usado se colocado em um disco de metal adequado que funciona como uma placa de aquecimento convencional, porem isto causa uma perda de potência do fogão.
O cozimento por indução tem um bom acoplamento elétrico entre a panela e a serpentina e, portanto, é bastante eficiente, o que significa que emite menos calor residual e pode ser rapidamente ligado e desligado. A indução tem vantagens de segurança em comparação com fogões a gás e não gera poluição do ar na cozinha e evitando acidentes domésticos com queimaduras de um fogo vindo diretamente da boca do fogão.
Os fogões também costumam ser fáceis de limpar, porque o fogão em si tem uma superfície lisa e não esquenta muito.

## Propriedades culinárias

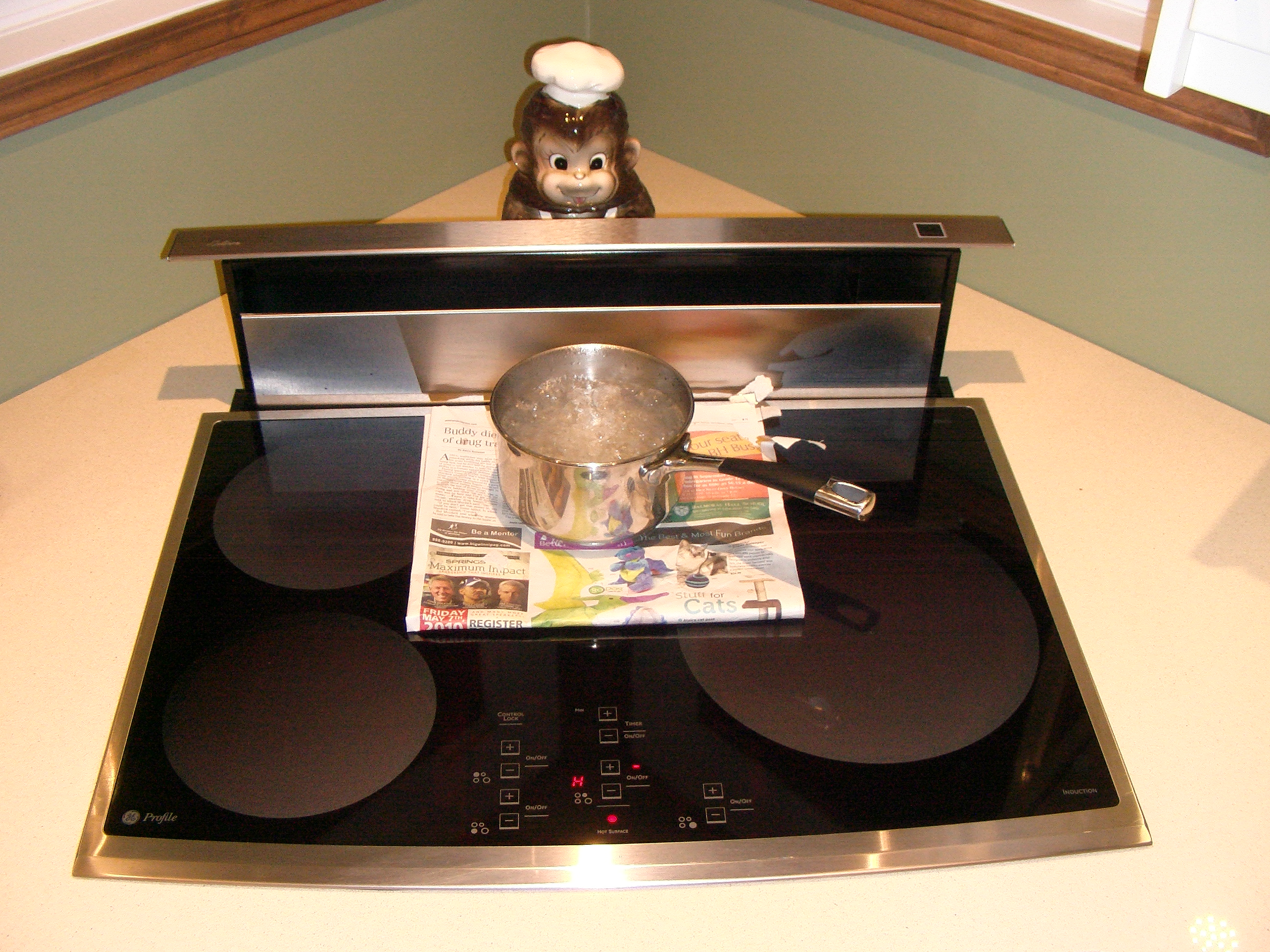
Uma superfície de cozimento por indução fervendo água através de várias camadas de papel de jornal. O papel não está danificado, pois o calor é produzido apenas no fundo da panela

### Poder e controle
O cozimento por indução fornece aquecimento rápido, eficiência térmica aprimorada e aquecimento mais consistente do que o cozimento por condução térmica. Geralmente, quanto maior a classificação de potência, mais rápido é o tempo de cozimento e mais fácil é o controle das oscilações de temperatura.
As classificações de potência do fogão de indução geralmente são cotadas para a potência fornecida à panela, enquanto as classificações de gás são especificadas em termos de uso de gás, mas o gás é muito menos eficiente. Na prática, as zonas de cozimento por indução geralmente têm desempenho de aquecimento mais comparável a um fogão a gás industrial do que um fogão a gás doméstico.

### Segurança
A panela é isolada pela superfície de cozimento e as tensões geradas na panela são muito baixas para representar um perigo de choque.
O fogão pode detectar se há utensílios de cozinha, monitorando a energia fornecida. Tal como acontece com outras superfícies de cozimento de cerâmica elétrica, um tamanho máximo de panela pode ser especificado pelo fabricante, e um tamanho mínimo também é indicado.
O sistema de controle desliga o elemento se uma panela não estiver presente ou não for grande o suficiente. Se uma panela ferver até ficar seca, ela pode ficar extremamente quente - um termostato na superfície desligará a energia se detectar o superaquecimento para evitar falhas no fogão e possíveis incêndios.

### Superfície do fogão
A superfície do fogão é aquecida apenas pela panela e, portanto, normalmente não atinge uma temperatura perigosa. Os fogões de indução são fáceis de limpar porque a superfície de cozimento é plana e lisa e não esquenta o suficiente para fazer com que os alimentos derramados queimem e grudem.
Os fogões de indução geralmente têm tampos de vitrocerâmica de baixa expansão térmica que podem ser danificados por impacto suficiente, embora sejam obrigados a atender aos padrões mínimos de segurança do produto especificados no que diz respeito ao impacto. A folha de alumínio pode derreter na parte superior e causar danos permanentes ou rachaduras na parte superior. As superfícies podem ser arranhadas deslizando panelas sobre a superfície de cozimento.

### Ruído
Algum ruído é gerado por um ventilador de resfriamento interno. Além disso, o ruído acústico induzido eletromagneticamente audível (um zumbido agudo ou zumbido) pode ser produzido por panelas, especialmente em alta potência, se a panela tiver partes soltas ou se as camadas de múltiplas camadas da panela não estiverem bem unidas umas às outras; panelas com camadas de revestimento soldadas e rebitagem sólida têm menos probabilidade de produzir esse tipo de ruído. Alguns usuários são mais capazes de ouvir ou mais sensíveis a esse zunido de alta frequência.

### Ventilação da cozinha
A energia perdida no cozimento a gás aquece a cozinha, enquanto no cozimento por indução, as perdas são muito menores. Isso resulta em menos aquecimento da própria cozinha e pode afetar a quantidade de ventilação necessária. Além disso, os fogões a gás são uma fonte significativa de poluição do ar interno e requerem boa ventilação.
A eficiência do cozimento a gás pode ser menor se a geração de calor residual for levada em consideração. Especialmente em restaurantes, o cozimento a gás pode aumentar significativamente a temperatura ambiente em áreas localizadas. Não só pode ser necessário resfriamento extra, mas ventilação zoneada pode ser necessária para condicionar adequadamente as áreas quentes sem resfriar demais outras áreas. Os custos devem ser considerados em uma situação individual devido a inúmeras variáveis nas diferenças de temperatura, layout ou abertura da instalação e cronograma de geração de calor. O cozimento por indução usando eletricidade da rede pode superar a eficiência do gás quando o calor residual e o conforto do ar são quantificados.
Em um ambiente comercial, os fogões de indução não requerem travas de segurança entre a fonte de combustível e a ventilação, como pode ser necessário com sistemas a gás.

## Projeto

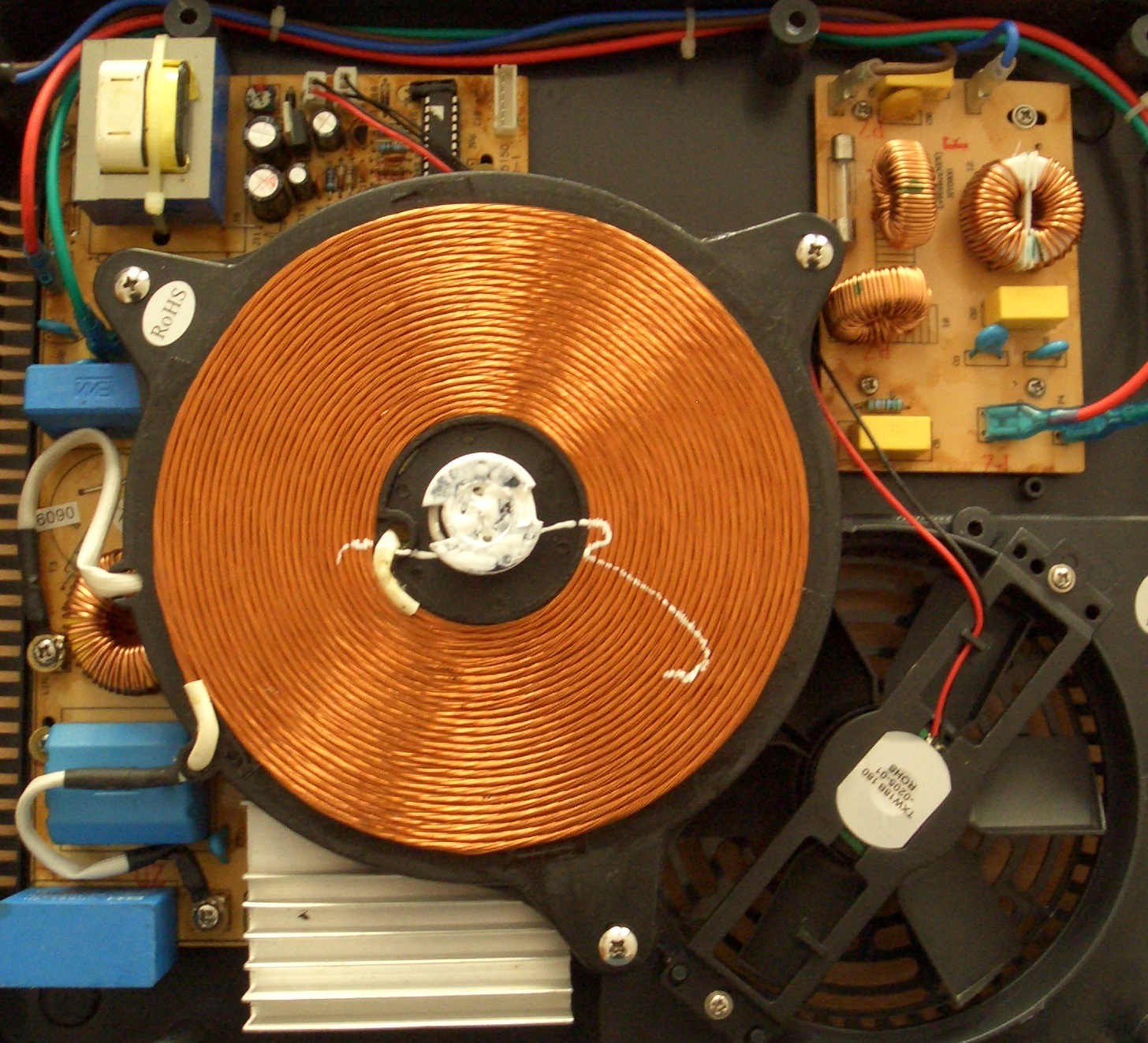
Visão interna de um fogão de indução: a grande bobina de cobre forma o campo magnético, um ventilador de resfriamento é visível abaixo dela e a fonte de alimentação e o filtro de linha circundam a bobina. No centro da bobina está um sensor de temperatura, coberto com graxa térmica branca

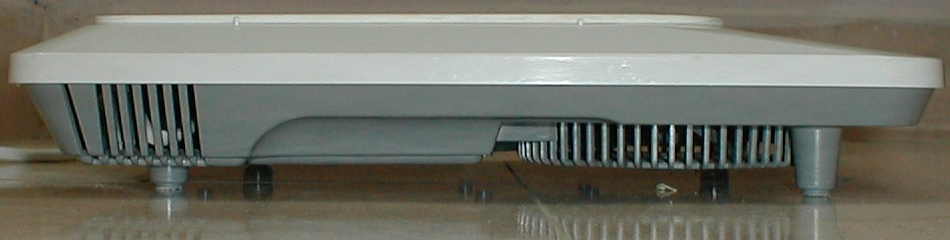
Vista lateral de um fogão de indução

Um fogão de indução transfere energia elétrica por indução de uma bobina de fio para um recipiente de metal que deve ser ferromagnético . A bobina é montada sob a superfície de cozimento e uma alta frequência (por exemplo, 24 kHz) a corrente alternada passa por ele. A corrente na bobina cria um campo magnético dinâmico. Quando uma panela eletricamente condutora é aproximada da superfície de cozimento, e a panela é mais espessa do que a profundidade da casca, o campo magnético induz grandes correntes parasitas na panela. As correntes parasitas fluem através da resistência elétrica da panela para produzir calor por meio do aquecimento Joule ; a panela, por sua vez, aquece seu conteúdo por condução de calor .
O recipiente de cozimento normalmente precisa ser feito de aço inoxidável ou ferro adequado. O aumento da permeabilidade magnética do material diminui a profundidade da película, concentrando a corrente perto da superfície do metal e, portanto, a resistência elétrica será ainda mais aumentada. Alguma energia será dissipada com desperdício pela corrente que flui através da resistência da bobina. Para reduzir o efeito de pele e consequente geração de calor na bobina, ela é feita de fio litz, que é um feixe de muitos fios menores isolados em paralelo. A bobina tem muitas voltas, enquanto o fundo da panela efetivamente forma uma única volta em curto. Isso forma um transformador que diminui a tensão e aumenta a corrente. A resistência da panela, vista da bobina primária, parece maior. Por sua vez, a maior parte da energia se transforma em calor no aço de alta resistência, enquanto a bobina de acionamento permanece fria.
Frequentemente, um termostato está presente para medir a temperatura da panela. Isso ajuda a evitar que a panela superaqueça gravemente se acidentalmente aquecida vazia ou fervida até secar, mas também pode permitir que o fogão de indução mantenha a temperatura desejada.

### Utensílios de cozinha

Os utensílios de cozinha podem ter um símbolo que os identifica como compatíveis com um fogão de indução

Os utensílios devem ser compatíveis com aquecimento por indução; na maioria dos modelos, apenas metal ferroso pode ser aquecido. Os utensílios de cozinha devem ter um fundo plano, pois o campo magnético diminui rapidamente com a distância da superfície. Discos de indução são placas de metal que são aquecidas por indução e potes não ferrosos por contato térmico, mas são muito menos eficientes do que os recipientes ferrosos.
Os utensílios de cozinha compatíveis com indução para uma superfície de cozimento por indução quase sempre podem ser usados em outros fogões. Alguns utensílios de cozinha ou embalagens são marcados com símbolos para indicar compatibilidade com indução, gás ou aquecimento elétrico. As superfícies de cozimento por indução funcionam bem com quaisquer panelas com alto teor de metal ferroso na base. Panelas de ferro fundido e quaisquer panelas de metal preto ou ferro funcionarão em uma superfície de cozimento por indução. As panelas de aço inoxidável funcionam em uma superfície de cozimento por indução se a base da panela for de aço inoxidável magnético. Se um ímã aderir bem à sola da panela, ele funcionará em uma superfície de cozimento por indução. Um fogão "todos-metais" funciona com utensílios não ferrosos, mas os modelos disponíveis são limitados.
Alumínio ou cobre sozinhos não funcionam em outras placas de indução por causa das propriedades magnéticas e elétricas dos materiais. Os utensílios de cozinha de alumínio e cobre são mais condutores do que o aço, mas a profundidade da película nesses materiais é maior, uma vez que não são magnéticos. A corrente flui em uma camada mais espessa no metal, encontra menos resistência e, portanto, produz menos calor. Os fogões de indução comuns não funcionam de forma eficiente com essas panelas. No entanto, o alumínio e o cobre são desejáveis em utensílios de cozinha, pois conduzem melhor o calor. Por causa disso, as panelas 'tri-ply' geralmente têm uma pele de aço inoxidável compatível com indução contendo uma camada de alumínio termicamente condutivo.
Para fritar, é necessária uma frigideira com uma base que seja um bom condutor de calor para espalhar o calor de maneira rápida e uniforme. A sola da panela será uma placa de aço pressionada no alumínio ou uma camada de aço inoxidável sobre o alumínio. A alta condutividade térmica das panelas de alumínio torna a temperatura mais uniforme em toda a panela. As frigideiras de aço inoxidável com base de alumínio não terão a mesma temperatura nas laterais que uma frigideira de alumínio. As frigideiras de ferro fundido funcionam bem com superfícies de cozimento por indução, mas o material não é um condutor térmico tão bom quanto o alumínio. O fogão de indução aceita tranquilamente frigideiras antiaderentes pois seu material não influencia na eficiência do fogão.
Ao ferver a água, a água em circulação espalha o calor e evita os pontos quentes. Para produtos como molhos, é importante que pelo menos a base da panela incorpore um bom material condutor de calor para espalhar o calor por igual. Para produtos delicados como molhos grossos, uma frigideira com alumínio é melhor, pois o calor sobe pelas laterais através do alumínio, permitindo que o cozinheiro aqueça o molho de maneira rápida, mas uniforme.
O calor que pode ser produzido em uma panela é função da resistência da superfície. Uma resistência de superfície mais alta produz mais calor para correntes semelhantes. Esta é uma “figura de mérito” que pode ser usada para classificar a adequação de um material para aquecimento por indução. A resistência da superfície em um condutor de metal espesso é proporcional à resistividade dividida pela profundidade da pele. Onde a espessura é menor que a profundidade da pele, a espessura real pode ser usada para calcular a resistência da superfície. Alguns materiais comuns estão listados nesta tabela.
| Material           | Resistividade (10 −6 ohm-polegadas) | Permeabilidade Relativa | Profundidade polegadas (mm) | Resistência de superfície | Resistência de superfície, em relação ao cobre |
| ------------------ | ----------------------------------- | ----------------------- | --------------------------- | ------------------------- | ---------------------------------------------- |
| Aço carbono 1010   | 9                                   | 200                     | 0.004 in (0.10 mm)          | 2,25                      | 56,25                                          |
| Aço inoxidável 432 | 24,5                                | 200                     | 0.007 in (0.18 mm)          | 3,5                       | 87,5                                           |
| Aço inoxidável 304 | 29                                  | 1                       | 0.112 in (2.8 mm)           | 0,26                      | 6,5                                            |
| Alumínio           | 1,12                                | 1                       | 0.022 in (0.56 mm)          | 0,051                     | 1,28                                           |
| Cobre              | 0,68                                | 1                       | 0.017 in (0.43 mm)          | 0,04                      | 1                                              |

Para obter a mesma resistência superficial do aço carbono, seria necessário que o metal fosse mais fino do que o prático para uma vasilha de cozinha; em 24 kHz, o fundo de um vaso de cobre precisaria ser 1/56 da profundidade da película do aço carbono. Uma vez que a profundidade da película é inversamente proporcional à raiz quadrada da frequência, isso sugere que frequências muito mais altas seriam necessárias para obter aquecimento equivalente em uma panela de cobre como em uma panela de ferro a 24 kHz. Essas altas frequências não são viáveis com semicondutores de potência baratos; em 1973, os retificadores controlados de silício usados eram limitados a não mais que 40 kHz. Mesmo uma fina camada de cobre no fundo de um recipiente de aço para cozinhar irá proteger o aço do campo magnético e torná-lo inutilizável para um topo de indução.  Algum calor adicional é criado por perdas de histerese na panela devido à sua natureza ferromagnética, mas isso cria menos de dez por cento do calor total gerado.

### Modelos "todos-metais"
Novos tipos de semicondutores de potência e designs de bobinas de baixa perda tornaram possível um fogão todo de metal.
A Panasonic Corporation em 2009 desenvolveu um fogão de indução de consumo que usa um campo magnético de alta frequência e um projeto de circuito oscilador diferente, para permitir o uso com metais não ferrosos. Em 2017, a Panasonic lançou uma unidade de bancada de queimador único "toda em metal", usando seu nome comercial "Met-All", destinada a cozinhas comerciais.

## História

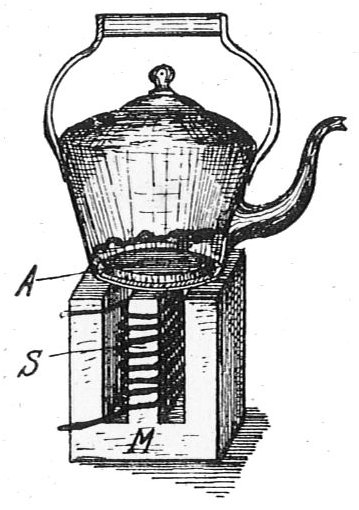
Uma das primeiras patentes de fogão de indução de 1909 ilustra o princípio. A bobina do fio S induz um campo magnético no núcleo magnético M. O campo magnético passa pelo fundo do vaso A, induzindo correntes parasitas dentro dele. Ao contrário deste conceito, uma superfície de cozimento moderna usa corrente de alta frequência gerada eletronicamente

As primeiras patentes datam do início do século XX. Fogões de demonstração foram mostrados pela divisão Frigidaire da General Motors em meados da década de 1950 em um showcase da GM em turnê na América do Norte. O fogão de indução foi mostrado aquecendo uma panela de água com um jornal colocado entre o fogão e a panela, para demonstrar a praticidade e segurança. Essa unidade, no entanto, nunca foi colocada em produção.
A implementação moderna nos EUA data do início dos anos 1970, com trabalho realizado no Centro de Pesquisa e Desenvolvimento da Westinghouse Electric Corporation em Churchill Borough, perto de Pittsburgh.